# Kemični vložek
Kartuša ali posoda za dihala je vrsta filtra, ki odstranjuje pline, hlapne organske spojine (HOS) in druge hlape iz dihajočega zraka z adsorpcijo, absorpcijo ali kemorpcijo. Je ena od dveh vrst filtrov, ki jih uporabljajo respiratorji za čiščenje zraka, drugi pa so mehanski filtri, ki odstranjujejo samo delce. Obstajajo tudi kombinirani filtri.
Če je zrak na delovnem mestu onesnažen s finimi delci ali škodljivimi plini, vendar vsebuje dovolj kisika (> 19,5% v ZDA;> 18% v RF), ljudje, ki delajo v onesnaženem zraku, pogosto uporabljajo respiratorje za čiščenje zraka, da jih delno zaščitijo z odstranjevanjem onesnaženja iz zunanjega zraka s pomočjo posod ali kartuš. Obstajajo vložki različnih vrst, ki jih je treba pravilno izbrati in zamenjati po ustreznem urniku.

## Metode čiščenja

### Absorpcija
Sorbenti lahko zajamejo škodljive pline. Ti materiali (aktivno oglje, aluminijev oksid, zeolit itd.) Imajo veliko specifično površino in lahko absorbirajo pline. Običajno se takšni sorbenti uporabljajo v obliki zrnc in z njimi je napolnjen naboj. Kontaminiran zrak potuje skozi plast zrnc sorbenta v vložku in premične molekule škodljivih plinov trčijo v površino sorbenta in ostanejo v njem. Sorbent je nasičene molekule nasičil in postopoma izgublja sposobnost zajemanja plinov. Torej, onesnažen zrak lahko prehaja skozi nasičen sorbent do plasti svežega sorbenta. Koncentracija škodljivih snovi v prečiščenem zraku se po dolgotrajni uporabi vložka poveča in lahko preseže dovoljeno mejo izpostavljenosti. Zato je življenjska doba kartuš omejena. Moč vezi med zajeto molekulo in sorbentom je majhna in molekula se lahko loči od sorbenta in spet pride v zrak. Sposobnost sorbenta, da zajame pline, je odvisna od lastnosti plinov in njihovih koncentracij, temperature zraka, relativne vlažnosti zraka, hitrosti zraka, ki ga porabi uporabnik, in številnih drugih dejavnikov.

### Kemisorpcija
Kemisorpcija uporablja kemično reakcijo med plinom in absorberjem. Za zajemanje se lahko uporabi sposobnost nekaterih škodljivih plinov, da kemično reagirajo z nekaterimi drugimi snovmi. Ustvarjanje močnih povezav med molekulami plina in sorbentom lahko dovoli večkratno uporabo plinskih posod - če ima dovolj nenasičenega sorbenta. Bakrove soli lahko tvorijo kompleksne spojine z amoniakom. Mešanica bakra (+2), cinkovega karbonata in TEDA lahko razstrupi vodikov cianid.
Z nasičenjem aktivnega oglja s kemikalijami lahko s hemisorpcijo material pomagamo, da tesneje poveže molekule ujetih plinov in izboljša zajemanje številnih škodljivih plinov. Nasičenost z jodom izboljša zajemanje živega srebra, nasičenost kovinskih soli izboljša zajemanje amoniaka, nasičenost kovinskih oksidov pa zajemanje kislih plinov.

### Katalitska razgradnja
Nekatere škodljive pline lahko nevtraliziramo s katalitsko oksidacijo. Hopkalit lahko oksidira strupeni ogljikov monoksid (CO) v neškodljiv ogljikov dioksid (CO2). Toda učinkovitost tega katalizatorja močno upada z naraščanjem relativne vlažnosti. Zato je v posodah (pred takimi katalizatorji) nekaj sušilnega sredstva (sušilnega sredstva). Onesnažen zrak vedno vsebuje vodno paro in po nasičenju sušilnega sredstva - katalizatorja preneha nevtralizirati ogljikov monoksid.

### Kombinirani vložki
Kombinirani ali večplinski vložki ščitijo pred različnimi škodljivimi plini z uporabo več sorbentov ali katalizatorjev, kot je potrebno. Primer je ASZM-TEDA Carbon, ki ga ameriška vojska uporablja v JRKB maskah. To je oblika aktivnega oglja, nasičena s spojinami bakra, cinka, srebra in molibdena, pa tudi s trietilendiaminom (TEDA).

## Razvrstitev in označevanje
Izbor vložka je treba izvesti po določitvi sestave ozračja na delovnem mestu. Za izbiro pravih vrst kartuš v ZDA lahko delodajalec uporabi vodnik NIOSH  ali priporočila proizvajalcev.

### ZDA
V Združenih državah Amerike (ZDA) odobritev za klasifikacijo učinkovitosti filtracije delcev respiratornih vložkov in certificiranje za zaščito pred različnimi plini in hlapi upravlja Nacionalni inštitut za varnost in zdravje pri delu (NIOSH) kot del 84. naslova 42 zakonika. zveznih predpisov (42 CFR 84). Proizvajalci lahko preko NIOSH certificirajo kartuše, namenjene čiščenju zraka na delovnem mestu iz različnih plinastih onesnaževal.

### Evropska unija in Ruska federacija
V EU in RF (Ruska federacija) lahko proizvajalci certificirajo kartuše, namenjene čiščenju zraka različnih plinastih onesnaževal. Oznake so zajete v EN14387, poleg tega se uporabljajo oznake delcev P1, P2 in P3. Na primer, A1P2 je koda za pogosto uporabljene filtre v industriji in kmetijstvu, ki zagotavljajo zaščito pred plini tipa A in pogosto pojavljajočimi se delci.

## Odkrivanje konca življenjske dobe

### Stare metode

#### Subjektivne reakcije senzoričnih sistemov uporabnikov
Uporaba kartuš v onesnaženi atmosferi vodi do nasičenja sorbenta (ali sušilnika - pri uporabi katalizatorjev). Koncentracija škodljivih plinov v prečiščenem zraku se postopoma povečuje. Vdor škodljivih plinov v vdihani zrak lahko privede do reakcije uporabnikovega senzoričnega sistema: vonj, okus, draženje dihal, omotica, glavobol in druge zdravstvene okvare (do izgube zavesti).
Ti znaki (v ZDA znani kot "opozorilne lastnosti" - str. 28) kažejo, da je treba onesnaženo delovno mesto zapustiti in kartuše zamenjati z novimi. (To je lahko tudi simptom ohlapnega prileganja maske na en obraz in uhajanja nefiltriranega zraka skozi reže med masko in obrazom). V preteklosti je ta metoda najstarejša.
Prednosti te metode - če imajo škodljivi plini opozorilne lastnosti pri koncentracijah, manjših od 1 PEL, bo nadomestek proizveden pravočasno (vsaj v večini primerov); uporaba te metode ne zahteva uporabe posebnih kartuš (dražjih) in dodatkov; zamenjava se zgodi, ko je to treba storiti - po nasičenju s sorbentom in brez kakršnih koli izračunov; sorpcijska sposobnost vložkov je popolnoma potekla (kar zmanjšuje stroške za zaščito dihal).
Pomanjkljivost te metode je, da nekateri škodljivi plini nimajo opozorilnih lastnosti. Na primer, v priročniku za izbiro dihal je seznam več kot 500 škodljivih plinov in več kot 60 jih nima opozorilnih lastnosti, za več kot sto pa teh podatkov ni. Torej, če uporabimo opozorilne lastnosti za zamenjavo kartuš, to v nekaterih primerih vodi do vdihavanja zraka s prekomerno koncentracijo škodljivih plinov. Tabela vsebuje seznam kemikalij, ki nimajo opozorilnih lastnosti.

#### Nepopoln seznam nekaterih škodljivih plinov in hlapov, ki nimajo opozorilnih lastnosti
Če je prag vonja pentaborana 194 PEL; in če je njegova koncentracija le 10 PEL, ni mogoče pravočasno zamenjati vložkov z vonjem - lahko bi jih "uporabljali" za vedno (ne morejo pa jih za vedno zaščititi).
Praksa je pokazala, da prisotnost opozorilnih lastnosti ne vodi vedno do pravočasne zamenjave kartuš. Študija  je pokazala, da ima povprečno 95% skupine ljudi posamezni prag vohalne občutljivosti v območju od 1/16 do 16 od povprečja. To pomeni, da 2,5% ljudi ne bo moglo vohati škodljivih plinov v koncentraciji, ki je 16-krat večja od povprečnega praga zaznavanja vonja. Prag občutljivosti različnih ljudi se lahko spreminja za dva reda velikosti. To pomeni, da 15% ljudi ne diši pri koncentracijah 4-krat višjem pragu občutljivosti. Vrednost pragovnega vonja je močno odvisna od tega, koliko pozornosti ljudje posvečajo temu, in od njihovega zdravstvenega stanja.
Občutljivost ljudi se lahko zmanjša, na primer - pri prehladu in drugih boleznih. Izkazalo se je, da je sposobnost delavcev, da zaznajo vonj, odvisna tudi od narave dela, ki ga je treba opraviti - če zahteva koncentracijo, uporabnik na vonj ne reagira. Dolgotrajna izpostavljenost škodljivim plinom (na primer vodikovemu sulfidu) pri nizki koncentraciji lahko ustvari vohalno utrujenost, ki zmanjša občutljivost. V vseh teh primerih so uporabniki lahko izpostavljeni škodljivim snovem s koncentracijo večjo od 1 PEL, kar lahko privede do razvoja poklicnih bolezni.
To je bil razlog za prepoved uporabe te metode zamenjave kartuš v ZDA od leta 1996 (standard OSHA pri Upravi za varnost in zdravje pri delu).

#### Povečanje mase
Za zaščito delavcev pred ogljikovim monoksidom pogosto uporabljajo kartuše s katalizatorjem - hopkalitom. Ta katalizator s časom uporabe ne spreminja svojih lastnosti, ko pa se navlaži, se stopnja zaščite znatno zmanjša. Ker je v zraku vedno prisotna vodna para, se onesnažen zrak v vložku razvlaži (za uporabo katalizatorja). Ker je masa vodne pare v onesnaženem zraku veliko večja od mase škodljivih plinov, ujemanje vlage iz zraka vodi do bistveno večjega povečanja mase nabojev kot ujetih plinov. To je bistvena razlika in z njo lahko določimo, ali bomo še naprej uporabljali plinske kartuše brez zamenjave. Kartuša je bila stehtana in na podlagi stopnje povečanja njene mase se lahko odloči. Na primer, knjiga opisuje plinske kartuše (model "СО"), ki so bile nadomeščene po povečanju teže (glede na začetno) na 50 gramov.

#### Druge metode
Dokumenti so opisovali sovjetske kartuše (model "Г"), namenjene zaščiti pred živim srebrom. Njihova življenjska doba je bila omejena na 100 ur uporabe (kartuše brez filtra za delce) ali 60 ur uporabe (kartuše s filtrom za delce), nato pa je bilo treba kartuše zamenjati z novimi.
Dokumenti opisujejo nedestruktivno metodo določanja preostale življenjske dobe rabljenih in novih plinskih kartuš. Onesnažen zrak se je črpal skozi vložek. Stopnja prečiščevanja zraka je odvisna od tega, koliko nenasičenega sorbenta je v vložku. Zato natančno merjenje koncentracije plinov v očiščenem zraku omogoča oceno količine nenasičenega sorbenta. Onesnažen zrak (1-bromobutan) je bil črpan zelo kratek čas, zato takšni testi ne bistveno zmanjšajo življenjske dobe. Sorpcijska sposobnost se je zaradi absorpcije tega plina zmanjšala za približno 0,5% sorpcijske zmogljivosti nove kartuše. Metoda je bila uporabljena tudi za 100-odstotni nadzor kakovosti kartuš, ki jih proizvaja angleško podjetje Martindale Protection Co (10 mikrolitrov 1-bromobutana, vbrizganega v zračni tok), in za preverjanje kartuš, izdanih delavcem v podjetjih Waring Ltd in Rentokil Ltd. Ta metoda je bila uporabljena v obratu za kemijsko obrambo v zgodnjih sedemdesetih letih. Strokovnjaki, ki so razvili to metodo, so prejeli patent.
Dokument na kratko opisuje dve metodi objektivne ocene stopnje nasičenosti sorbenta v vložkih. Priporoča uporabo spektralnih in mikrokemičnih metod. Spektralna metoda temelji na ugotavljanju prisotnosti škodljivih snovi v vložku z vzorčenjem z naknadno analizo na posebni napravi (стилоскоп - na ruščini). Mikrokemijska metoda temelji na postopnem določanju prisotnosti škodljivih snovi v sorbentu z vzorčenjem z naknadno analizo s kemično metodo. Če je zrak onesnažen z najbolj strupenimi snovmi, je v knjigi priporočljivo omejiti trajanje uporabe kartuš, priporočljivo pa je uporabiti spektralno metodo (arsin in fosfin, fosgen, fluor, organoklorid, organometalne spojine) in mikrokemične metode (vodikov cianid, cianogeni).
Na žalost v obeh primerih ni opisa, kako izvleči vzorec sorbenta iz ohišja vložka (ohišje običajno ni snemljivo) in ali bo po tem preizkusu mogoče uporabiti vložek, če test pokaže, da ni veliko nasičenih sorbentov.

### Sodobne metode
Certifikat kartuš zagotavlja minimalno vrednost njihove sorpcijske zmogljivosti. Ameriški standard OSHA za 1,3-butadien navaja posebno življenjsko dobo kartuš.

#### Laboratorijsko testiranje
Če ima podjetje laboratorij, ki ima ustrezno opremo, lahko strokovnjaki preskočijo onesnažen zrak skozi vložek in določijo njegovo stopnjo čiščenja. Ta metoda omogoča določitev življenjske dobe v okolju, kjer je zrak onesnažen z mešanico različnih snovi, ki vplivajo na njihov zajem s sorbentom (eden vpliva na drugi zajem). Metode izračuna življenjske dobe za take pogoje so bile razvite relativno nedavno. Vendar so za to potrebne natančne informacije o koncentracijah škodljivih snovi in pogosto niso trajne.
Z laboratorijskimi testi se lahko ugotovi, kakšno je ravnovesje med življenjsko dobo kartuš po njihovi uporabi. Če je preostanek velik, lahko podobne kartuše v takih okoliščinah uporabljate dlje časa. V nekaterih primerih veliko ravnotežje omogoča večkratno uporabo kartuš. Ta metoda ne zahteva natančnih informacij o koncentracijah škodljivih snovi. Časovni razpored zamenjave kartuše je sestavljen na podlagi rezultatov njihovega laboratorijskega testiranja. Ta metoda ima resno pomanjkljivost. Podjetje mora imeti zapleteno in drago opremo ter usposobljene strokovnjake (za njeno uporabo) - ni vedno mogoče. Po anketi so zamenjavo kartuš v ZDA izvedli na podlagi laboratorijskih testov pri približno 5% vseh organizacij.
Raziskave, da bi ugotovili, ali je mogoče izračunati življenjsko dobo vložkov respiratorja (če poznamo pogoje njihove uporabe), se izvajajo v razvitih državah že od sedemdesetih let prejšnjega stoletja. To omogoča pravočasno zamenjavo kartuš - brez uporabe sofisticirane in drage opreme.

#### Računalniški programi
Vodilni svetovni proizvajalci respiratorjev so svojim kupcem že leta 2000 ponudili računalniški program za izračun življenjske dobe. original
Program 3M je omogočil izračun življenjske dobe kartuš, izpostavljenih več kot 900 škodljivim plinom in njihovim kombinacijam (leta 2013). Program MSA omogoča upoštevanje na stotine plinov in njihovih kombinacij. Isti program sta razvila Scott in Dragerwerk. J. Wood je razvil matematični model in programsko opremo, ki zdaj omogoča izračun življenjske dobe vseh kartuš z znanimi lastnostmi. Zdaj jo OSHA uporablja v programskem svetovalcu Genius.
Zasluga tega načina zamenjave kartuš je v tem, da delodajalcu omogoča uporabo običajnih, "običajnih" kartuš, in če imajo natančne podatke, jih lahko pravočasno zamenja. Slaba stran je, da zaradi onesnaženosti zraka pogosto ni konstantno in narava dela, ki ga je treba opraviti, ni vedno stabilna (to pomeni, da pretok zraka skozi vložke ni stalen), je priporočljivo uporabiti delovne pogoje za izračuni, enaki najslabšim (za zanesljivo zaščito delavcev). Toda v vseh drugih primerih bodo kartuše zamenjali z delno uporabljenim sorbentom. To povečuje stroške zaščite dihal zaradi pogostejše zamenjave kartuš.
Poleg tega se natančnost izračuna zmanjša pri zelo visoki relativni vlažnosti, ker matematični model v takih primerih ne upošteva nekaterih fizičnih učinkov.

#### Kazalniki izteka življenjske dobe
Če ima vložek napravo, ki uporabnika opozori na bližajoči se iztek življenjske dobe (indikator konca življenjske dobe, ESLI), lahko indikacijo uporabite za pravočasno zamenjavo kartuš. ESLI je lahko aktiven ali pasiven. Pasivni indikator pogosto uporablja senzor, ki spreminja barvo. Ta element je nameščen v vložku na določeni razdalji od odvoda filtriranega zraka (tako da pride do spremembe barve, preden škodljivi plini začnejo prehajati skozi vložek). Aktivni indikator uporablja npr. lučka ali zvočni alarm, ki označuje, da je treba kartušo zamenjati.
Aktivni kazalniki so za obveščanje uporabnikov uporabljali svetlobni ali zvočni alarm, ki ga sproži senzor, ki je običajno nameščen v kartuši. Takšni indikatorji omogočajo pravočasno zamenjavo kartuš v kateri koli luči in od delavca ne zahtevajo, da je pozoren na barvo indikatorja. Uporabljajo jih lahko tudi delavci, ki slabo razlikujejo različne barve.
Kljub prisotnosti rešitev za tehnične težave in razpoložljivosti uveljavljenih certifikacijskih zahtev za ESLI v obdobju od leta 1984 (prvi certifikacijski standard z zahtevami za aktivni ESLI) do leta 2013 v ZDA ni bil odobren niti en vložek z aktivnim ESLI. Izkazalo se je, da zahteve za kartuše niso povsem natančne in zahteve za delodajalce teh kazalnikov niso dolžne uporabljati povsem natančno. Zato se proizvajalci respiratorjev bojijo komercialnega neuspeha pri prodaji novih nenavadnih izdelkov - čeprav na tem področju še naprej izvajajo raziskovalna in razvojna dela.
Toda pregled uporabe respiratorjev je pokazal, da je lahko v ZDA več kot 200 tisoč delavcev izpostavljeno prekomernim škodljivim plinom zaradi pozne zamenjave kartuš, zato je Laboratorij za osebno zaščito (NPPTL) pri NIOSH začel razvijati aktivni ESLI. Po zaključku dela bodo po njegovih rezultatih pojasnjene pravne zahteve, oblikovane zahteve delodajalca in nastala tehnologija prenesena v industrijo - za uporabo v novem izboljšanem RPD.

### Zakonske zahteve
Ker kartuš ni vedno mogoče pravočasno zamenjati z uporabo njihovih vonjav, [potrebna pojasnila] OSHA je prepovedala uporabo te metode. Delodajalec je dolžan uporabiti le dva načina za zamenjavo kartuš: po urniku in z uporabo ESLI (ker le te metode zagotavljajo zanesljivo ohranjanje zdravja delavcev). Navodila inšpektorjem (OSHA) vsebujejo posebna navodila za inšpekcijski nadzor izvajanja takšnih zahtev. Po drugi strani pa država od proizvajalcev zahteva, da potrošniku zagotovijo vse potrebne informacije o kartušah, ki omogočajo pravočasno izdelavo urnika njihove zamenjave. Podobne zahteve obstajajo v standardu o varnosti pri delu, ki ureja izbiro in uporabo RPD v EU. V Angliji vadnica o izbiri in uporabi respiratorjev priporoča pridobivanje informacij od proizvajalca in zamenjavo kartuš po urniku ali uporabo ESLI ter prepoveduje ponovno uporabo kartuš po izpostavitvi hlapnih snovi, ki se lahko selijo.
Ameriška zakonodaja je od delodajalca zahtevala uporabo izjemno dobavljenega zračnega RPD (SAR) za zaščito pred škodljivimi plini, ki nimajo opozorilnih lastnosti.  Uporaba priloženih respiratorjev za zrak je lahko edini način za zanesljivo zaščito delavcev v okoliščinah, ko ESLI ni in je nemogoče izračunati življenjsko dobo.
Zakonodaja v EU delodajalcu dovoljuje uporabo samo dobavljenih respiratorjev za zrak, kadar zaposleni dela v razmerah, kjer je onesnaženost zraka IDLH (zaradi nevarnosti nepravočasne zamenjave kartuš).

## Ponovna uporaba
Če vložek vsebuje veliko sorbenta in če je koncentracija onesnaževalcev nizka; ali če je bil vložek uporabljen kratek čas, ima po končani uporabi še vedno veliko nenasičenega sorbenta (ki lahko zajema pline). To lahko omogoči ponovno uporabo takšnih kartuš.
Molekule ujetih plinov se med shranjevanjem vložka lahko absorbirajo. Zaradi razlike v koncentracijah znotraj telesa vložka (na vstopu je koncentracija večja; na izstopu je koncentracija prečiščenega zraka manjša), te absorbirane molekule migrirajo znotraj vložka na izhod. Študija kartuš, izpostavljenih metilbromidu, je pokazala, da lahko ta migracija ovira ponovno uporabo skladiščenja. Koncentracija škodljivih snovi v prečiščenem zraku lahko preseže PEL (tudi če se skozi vložek črpa čist zrak). Da bi zaščitili zdravje delavcev, ameriška zakonodaja ne dovoljuje ponovne uporabe kartuš, kadar so izpostavljene škodljivim snovem, ki se lahko selijo (tudi če ima kartuša po prvi uporabi veliko nenasičenega sorbenta). V skladu s standardi veljajo za "hlapne" snovi (ki se lahko selijo) snovi z vreliščem pod 65 ° C. Študije pa so pokazale, da pri vrelišču nad 65 ° C ponovna uporaba vložka morda ni varna. Zato mora proizvajalec kupcu posredovati vse informacije, potrebne za varno uporabo kartuš. Torej, če obdobje neprekinjene življenjske dobe kartuše (izračunano s programom - glej zgoraj) presega 8 ur (tabeli 4 in 5), lahko zakonodaja omeji njihovo uporabo na eno izmeno.
Prispevek nudi postopek za izračun koncentracije škodljivih snovi v prečiščenem zraku na začetku ponovne uporabe kartuš (ki omogoča natančno določitev, kje jih je mogoče varno ponovno uporabiti). Toda ti znanstveni rezultati se še ne odražajo v nobenih standardih ali smernicah za uporabo respiratorjev. Avtor članka, ki dela v ZDA, niti tretjič (ali več) ni poskušal razmisliti o uporabi plinskih kartuš. Na avtorjevi spletni strani si lahko brezplačno naložite računalniški program, ki omogoča izračun koncentracije škodljivih snovi takoj po začetku ponovne uporabe vložka (kar omogoča ugotavljanje, ali je to varno).

### Obnavljanje plinskih kartuš
Aktivno oglje se ne veže močno na škodljive pline, zato se lahko sprostijo pozneje. Drugi sorbenti kemično reagirajo in tvorijo močne vezi. Za obnovo rabljenih kartuš so bile razvite posebne tehnologije. Ustvarili so razmere, ki so spodbudile desorpcijo prej ujetih škodljivih snovi. Pri tem so uporabljali paro ali ogrevan zrak v tridesetih letih  ali druge metode. Predelava sorbenta je bila izvedena po odstranitvi iz telesa vložka ali brez odstranitve.
Strokovnjaki so poskušali uporabiti ionsko izmenjevalno smolo kot absorber leta 1967. Avtorji so predlagali regeneracijo sorbenta s pranjem v raztopini alkalij ali sode.
Študija je tudi pokazala, da je vložke mogoče učinkovito regenerirati po izpostavitvi metilbromidu (ko pihajo z vročim zrakom 100 ÷ 110 ° C, pretok 20 l / min, trajanje približno 60 minut).
Regeneracija sorbentov se dosledno in sistematično uporablja v kemični industriji, saj omogoča prihranek denarja za zamenjavo sorbenta, regeneracijo industrijskih naprav za čiščenje plinov pa je mogoče izvesti temeljito in organizirano. Toda pri množični uporabi plinskih mask različnih ljudi v različnih pogojih je nemogoče nadzorovati natančnost in pravilnost takšne regeneracije vložkov respiratorjev. Kljub tehnični izvedljivosti in komercialnim koristim se regeneracija vložkov respiratorjev ne izvaja.